# Lista de deputados estaduais do Rio de Janeiro da 3.ª legislatura
Esta é a lista de deputados estaduais do Rio de Janeiro eleitos para a legislatura 1983–1987.

## Composição das bancadas
| Partido | Líder              | Bancada | Posição  |
| ------- | ------------------ | ------- | -------- |
| PDT     | Iara Vargas        | 24 / 70 | Governo  |
| PDS     | Jorge Sessim David | 21 / 70 | Oposição |
| PMDB    | Átila Nunes Filho  | 16 / 70 | Oposição |
| PTB     | Francisco Horta    | 7 / 70  | Oposição |
| PT      | Liszt Vieira       | 2 / 70  | Oposição |

## Deputados Estaduais
Foram eleitos setenta deputados estaduais pelo Rio de Janeiro.
| Número | Deputados estaduais eleitos  | Partido | Votação | Percentual | Cidade onde nasceu    | Unidade federativa |
| 12266  | Iara Vargas                  | PDT     | 67.489  |            | São Borja             | Rio Grande do Sul  |
| 12111  | Juberlan de Oliveira         | PDT     | 55.941  |            | Duque de Caxias       | Rio de Janeiro     |
| 11111  | Heitor Furtado               | PDS     | 54.734  |            | Rio de Janeiro        | Rio de Janeiro     |
| 11855  | Daisy Lúcidi                 | PDS     | 54.521  |            | Rio de Janeiro        | Rio de Janeiro     |
| 11686  | Jorge David                  | PDS     | 54.137  |            | Nilópolis             | Rio de Janeiro     |
| 12768  | José Miguel                  | PDT     | 51.134  |            | Além Paraíba          | Paraíba            |
| 12130  | Paulo Ribeiro                | PDT     | 49.390  |            | Nova Friburgo         | Rio de Janeiro     |
| 11821  | Aécio Nanci                  | PDS     | 45.026  |            | Barra Bonita          | São Paulo          |
| 15155  | Cláudio Moacyr               | PMDB    | 41.615  |            | Macaé                 | Rio de Janeiro     |
| 12288  | José Gouveia Filho           | PDT     | 41.408  |            | Itaperuna             | Rio de Janeiro     |
| 11504  | Flavio Palmier da Veiga      | PDS     | 40.244  |            | Niterói               | Rio de Janeiro     |
| 11433  | Messias da Silva             | PDS     | 39.444  |            | Belo Horizonte        | Minas Gerais       |
| 11992  | José Nader                   | PDS     | 39.157  |            | Bananal               | São Paulo          |
| 15524  | Átila Nunes Filho            | PMDB    | 38.748  |            | Rio de Janeiro        | Rio de Janeiro     |
| 12527  | Afonso Celso                 | PDT     | 38.689  |            | Niterói               | Rio de Janeiro     |
| 15748  | Aluísio Gama                 | PMDB    | 38.644  |            | Rio de Janeiro        | Rio de Janeiro     |
| 11300  | Ítalo Bruno                  | PDS     | 38.208  |            | Magé                  | Rio de Janeiro     |
| 12139  | Eduardo Chuahy               | PDT     | 37.613  |            | Rio de Janeiro        | Rio de Janeiro     |
| 15319  | Sebastião Duque              | PMDB    | 35.543  |            | Barra Mansa           | Rio de Janeiro     |
| 12513  | José Gomes Talarico          | PDT     | 34.670  |            | São Paulo             | São Paulo          |
| 11421  | Victorino James              | PDS     | 34.315  |            | Rio de Janeiro        | Rio de Janeiro     |
| 11393  | Luis Antônio Corrêa da Silva | PDS     | 34.051  |            | Belford Roxo          | Rio de Janeiro     |
| 11852  | Josias Ávila                 | PDS     | 33.953  |            | São Gonçalo           | Rio de Janeiro     |
| 12367  | Augusto Ariston              | PDT     | 33.627  |            | Rio de Janeiro        | Rio de Janeiro     |
| 11940  | José Haddad                  | PDS     | 31.446  |            | Nova Iguaçu           | Rio de Janeiro     |
| 11864  | Nelson Sabrá                 | PDS     | 31.327  |            | Petrópolis            | Rio de Janeiro     |
| 15564  | Amadeu Chacar                | PMDB    | 30.699  |            | Itaperuna             | Rio de Janeiro     |
| 14795  | Fernando Leandro             | PTB     | 29.597  |            | Porto                 | Portugal           |
| 12550  | Luiz Salomão                 | PDT     | 28.571  |            | Rio de Janeiro        | Rio de Janeiro     |
| 15826  | Alberto Dauaire              | PMDB    | 27.520  |            | Campos dos Goytacazes | Rio de Janeiro     |
| 11157  | Zeyr Porto                   | PDS     | 27.241  |            | São Gonçalo           | Rio de Janeiro     |
| 11154  | Francisco Lomelino           | PDS     | 26.698  |            | Angra dos Reis        | Rio de Janeiro     |
| 12881  | Alexandre Farah              | PDT     | 26.576  |            | Rio de Janeiro        | Rio de Janeiro     |
| 12570  | Sidney Navas                 | PDT     | 25.862  |            | Nova Friburgo         | Rio de Janeiro     |
| 14678  | Luiz Edmundo                 | PTB     | 25.737  |            | Rio de Janeiro        | Rio de Janeiro     |
| 11995  | Ludwig Amon                  | PDS     | 25.659  |            | Rio de Janeiro        | Rio de Janeiro     |
| 11205  | Herculano Carneiro           | PDS     | 25.612  |            | Rio de Janeiro        | Rio de Janeiro     |
| 12752  | Fernando Bandeira            | PDT     | 25.172  |            | Rio de Janeiro        | Rio de Janeiro     |
| 11406  | Aluízio de Castro            | PDS     | 24.375  |            | Rio de Janeiro        | Rio de Janeiro     |
| 11803  | Astor Pereira de Melo        | PDS     | 24.140  |            | Araruama              | Rio de Janeiro     |
| 12744  | Salvador Fernandes           | PDT     | 24.135  |            | Petrópolis            | Rio de Janeiro     |
| 12445  | Paulo Quental                | PDT     | 23.790  |            | Angra dos Reis        | Rio de Janeiro     |
| 11122  | Ampliato Cabral              | PDS     | 23.494  |            | Duque de Caxias       | Rio de Janeiro     |
| 12444  | Roberto Pires                | PDT     | 22.956  |            | Cabo Frio             | Rio de Janeiro     |
| 15632  | Paulo Albernaz               | PMDB    | 22.184  |            | Campos dos Goytacazes | Rio de Janeiro     |
| 11425  | José Augusto Guimarães       | PDS     | 21.920  |            | São João de Meriti    | Rio de Janeiro     |
| 12572  | Carlos Fayal                 | PDT     | 21.855  |            | Rio de Janeiro        | Rio de Janeiro     |
| 14161  | Francisco Horta              | PTB     | 21.169  |            | Rio de Janeiro        | Rio de Janeiro     |
| 12889  | Lucy Martins                 | PDT     | 20.863  |            | Rio de Janeiro        | Rio de Janeiro     |
| 12368  | Mariano Gonçalves Neto       | PDT     | 20.810  |            | Niterói               | Rio de Janeiro     |
| 15612  | Mariano Passos               | PMDB    | 20.807  |            | Trajano de Moraes     | Rio de Janeiro     |
| 12222  | Rosalda Paim                 | PDT     | 20.673  |            | Vila Velha            | Espírito Santo     |
| 12669  | Willer Brilhante             | PDT     | 20.579  |            | Três Rios             | Rio de Janeiro     |
| 12276  | Hélio Moreira de Souza       | PDT     | 20.359  |            | Belford Roxo          | Rio de Janeiro     |
| 15976  | Gilberto Rodrigues           | PMDB    | 20.149  |            | Nova Friburgo         | Rio de Janeiro     |
| 12914  | Alcides Fonseca              | PDT     | 19.807  |            | Volta Redonda         | Rio de Janeiro     |
| 14735  | Jorge Roberto Silveira       | PTB     | 19.342  |            | Niterói               | Rio de Janeiro     |
| 15547  | Márcio Paes                  | PMDB    | 19.314  |            | Carmo                 | Rio de Janeiro     |
| 12593  | Murilo Asfora                | PDT     | 19.093  |            | Recife                | Pernambuco         |
| 15287  | Hilza Maurício da Fonseca    | PMDB    | 19.089  |            | Rio de Janeiro        | Rio de Janeiro     |
| 15542  | Napoleão Veloso              | PMDB    | 18.823  |            | São Gonçalo           | Rio de Janeiro     |
| 15698  | Paulo Duque                  | PMDB    | 18.711  |            | Rio de Janeiro        | Rio de Janeiro     |
| 15488  | José Montes Paixão           | PMDB    | 18.281  |            | Rio de Janeiro        | Rio de Janeiro     |
| 15104  | Geraldo Di Biase             | PMDB    | 18.280  |            | Valença               | Rio de Janeiro     |
| 15291  | Elias Camilo Jorge           | PMDB    | 18.172  |            | Petrópolis            | Rio de Janeiro     |
| 14939  | Romualdo Carrasco            | PTB     | 16.954  |            | Rio de Janeiro        | Rio de Janeiro     |
| 14450  | Leôncio Vasconcelos          | PTB     | 16.477  |            | Tianguá               | Ceará              |
| 14314  | Cidinho Sant'Anna Filho      | PTB     | 15.996  |            | Cantagalo             | Rio de Janeiro     |
| 13704  | Liszt Vieira                 | PT      | 10.301  |            | Rio de Janeiro        | Rio de Janeiro     |
| 13309  | Lúcia Arruda                 | PT      | 7.650   |            | Campos dos Goytacazes | Rio de Janeiro     |